# Swanhild (Mythologie)

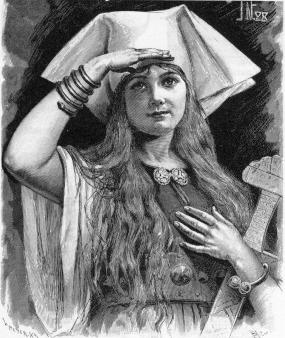
Svanhildr, illustriert von Jenny Nyström in der schwedischen Ausgabe der Poetischen Edda von Fredrik Sander aus dem Jahr 1893.

Swanhild, auch Svanhild Sigurdsdótter (Svanhildr Sigurðardóttir), ist nach nordischer Sage die Tochter Sigurds des Drachentöters (Sigurðr Fáfnisbani Sigmundarson) und der Gudrun (Guðrún Gjúkadóttir). Svanhild bedeutet Schwanenkämpferin. Sie ist eine Walküre wie ihre Halbschwester Aslaug (Kráka) und wird in der Edda (Hamðismál und Guðrúnarhvöt), der Völsunga saga, dem norwegischen Ragnarsdrápa, der dänischen Gesta Danorum und in den Quedlinburger Annalen erwähnt.

## Die Geschichte der Svanhild
Als Svanhilds Mutter Gudrun den mythischen König Jónakr nach einem vergeblichen Selbstmordversuch heiratet, wird sie an dessen Hof zusammen mit ihren Brüdern Erp (Erpr), Hamde (Hamðir) und Sörle (Sǫrli) aufgezogen. Sie soll König Jormunrekr (d. h. Ermanarich, den Ostgotenkönig) heiraten. Jormunrekr (Jörmunrek) schickt seinen Sohn Randwer zu Jonakur und Gudrun, um für ihn, den Vater, um Svanhild zu freien. Randwers Begleiter, der boshafte Bikki, überredet ihn, das Mädchen für sich selbst statt für seinen Vater zu erbitten. Randwer geht drauf ein, Bikki aber überbringt diese Nachricht dem Vater, welcher als Strafe seinen Sohn aufhängen und Svanhild durch seine Pferde zertreten lässt. Dies ist aber erst möglich, als er ihren Kopf mit einem Sack verhüllt, damit die Pferde die „Schlange im Auge“ (intensiver Blick) nicht erkennen und scheuen können. Es handelt sich dabei um das Zeichen der Völsungen. Um ihre Tochter zu rächen, schickt Gudrun ihre Söhne Sörli und Hamdir sowie Erp zu Jormunrekr, die ihm Hände und Füße abschlagen. Während Erp versehentlich von seinen Brüdern getötet wird, steinigen Jormunrekrs Leute Sörli und Hamdir.

## Die historische SvanhildSunilda
Ein möglicher historischer Hintergrund der Svanhildsaga wird von Jordanes in seinem allerdings nicht zuverlässigen Werk Getica berichtet. Er schreibt darin, dass König Ermanarich (Jörmunrek), wie es die Tradition war, allein über alle Gotenvölker herrschte – vom Schwarzen Meer bis zum Atlantik. Aus Verbitterung darüber, dass einer seiner eigenen Vasallenkönige namens Rosomonis ihm in den Rücken gefallen war, weil er nicht mit ihm gegen die Hunnen kämpfen wollte, ließ er dessen junge Ehefrau Sunilda (Svanhild) von vier wilden Pferden zerreißen. Aus Rache wurde Ermanarich selbst mit einem Speer von Sunildas Brüdern Ammius und Sarus getötet. Nach den Quedlinburger Annalen aus dem 10. Jahrhundert sollen die Brüder, die hier Hemidus und Serila sowie Adaccar heißen, dem König die Hände abgehackt haben, was mit Snorris Version durchaus übereinstimmt. Lediglich der Name Adaccar (Odovakar) ist falsch. König Ermanarich wird in mittelalterlichen Texten oft mit Odovakar verwechselt.